# Бойл (станция)
Бойл — железнодорожная станция, открытая 3 декабря 1862 года и обеспечивающая транспортной связью одноимённый город в графстве Роскоммон, Республика Ирландия.

## Достопримечательности
Королевская Резиденция(King House), Аббатство Бойл, лесопарк Лох-Ки, 5ти-арочный мост XII века Эббитаун Бридж, дольмен Друманон.